# Stadtfriedhof (Alter Friedhof) Dachau
Der Alte Friedhof ist einer von vier Friedhöfen der Stadt Dachau. Er liegt mitten in der Stadt, wo bereits 1571 an dieser Stelle – auf dem „Prugberg“ (Burgberg) nördlich
des Wallgrabens – ein Gottesacker ausgewiesen worden war. Erst 220 Jahre später fand die erste Grablege statt. Heute erstreckt sich der Alte Friedhof über drei Terrassen. Er beherbergt neben Gräbern von bedeutenden Dachauer Bürgern eine Reihe von Künstlergräbern. Die in der Friedhofsmauer entlang der Gottesackerstraße eingelassenen Bronzetafeln wurden von Karl Huber gefertigt. Die 17 Tafeln, gestiftet von Dachauer Bürgern, stellen den großen Kreuzweg, den Kirchenpatron St. Jakobus und die Patrona Bavaria dar. Die sich auf dem
Gottesacker befindende Kapelle wurde nach den Plänen des bedeutenden Architekten Hans Krumpper erbaut und 1627 eingeweiht. Heute dient das sakrale Bauwerk als Kriegergedächtniskapelle.

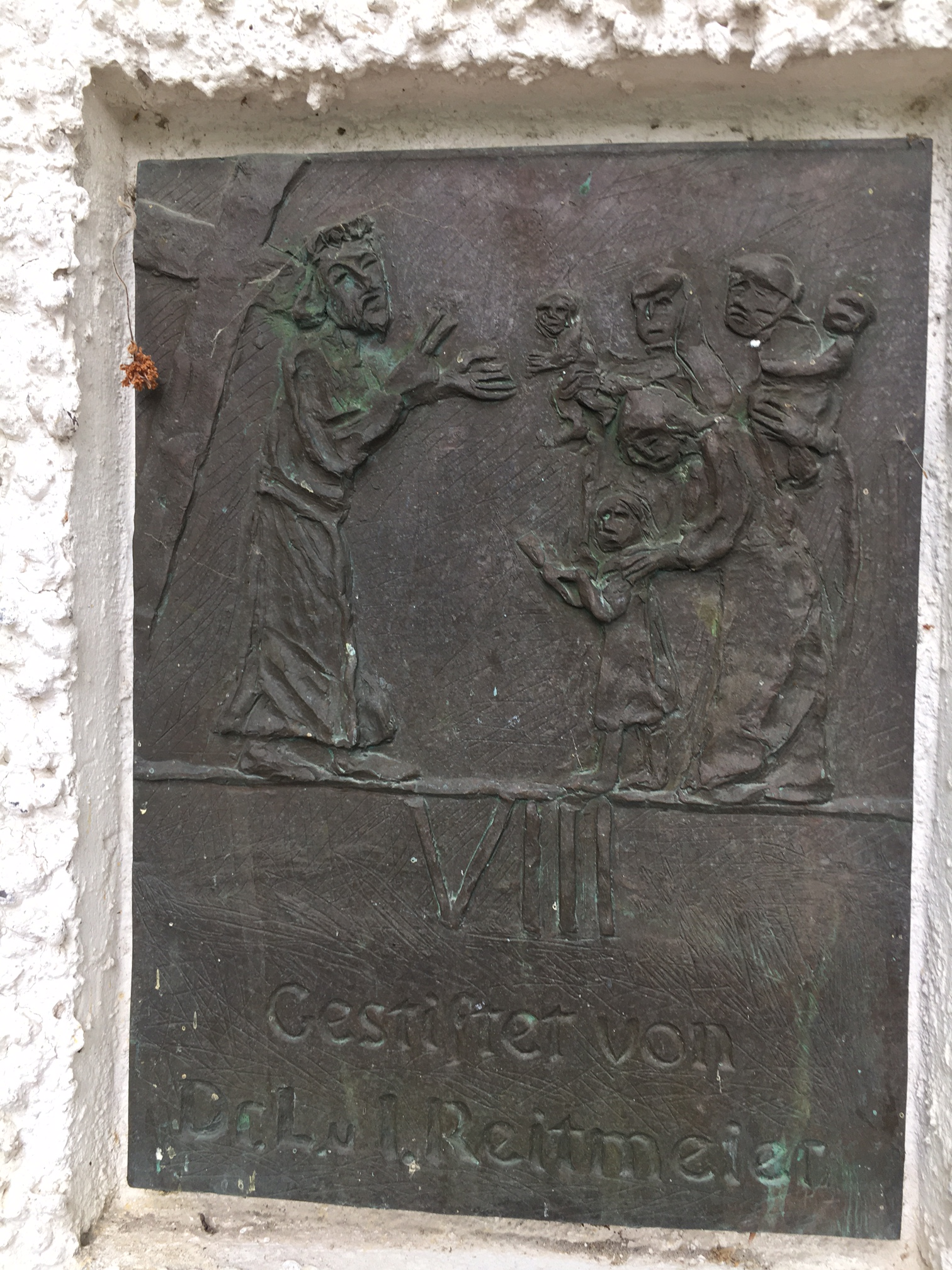
Eine der 17 Bronzetafel
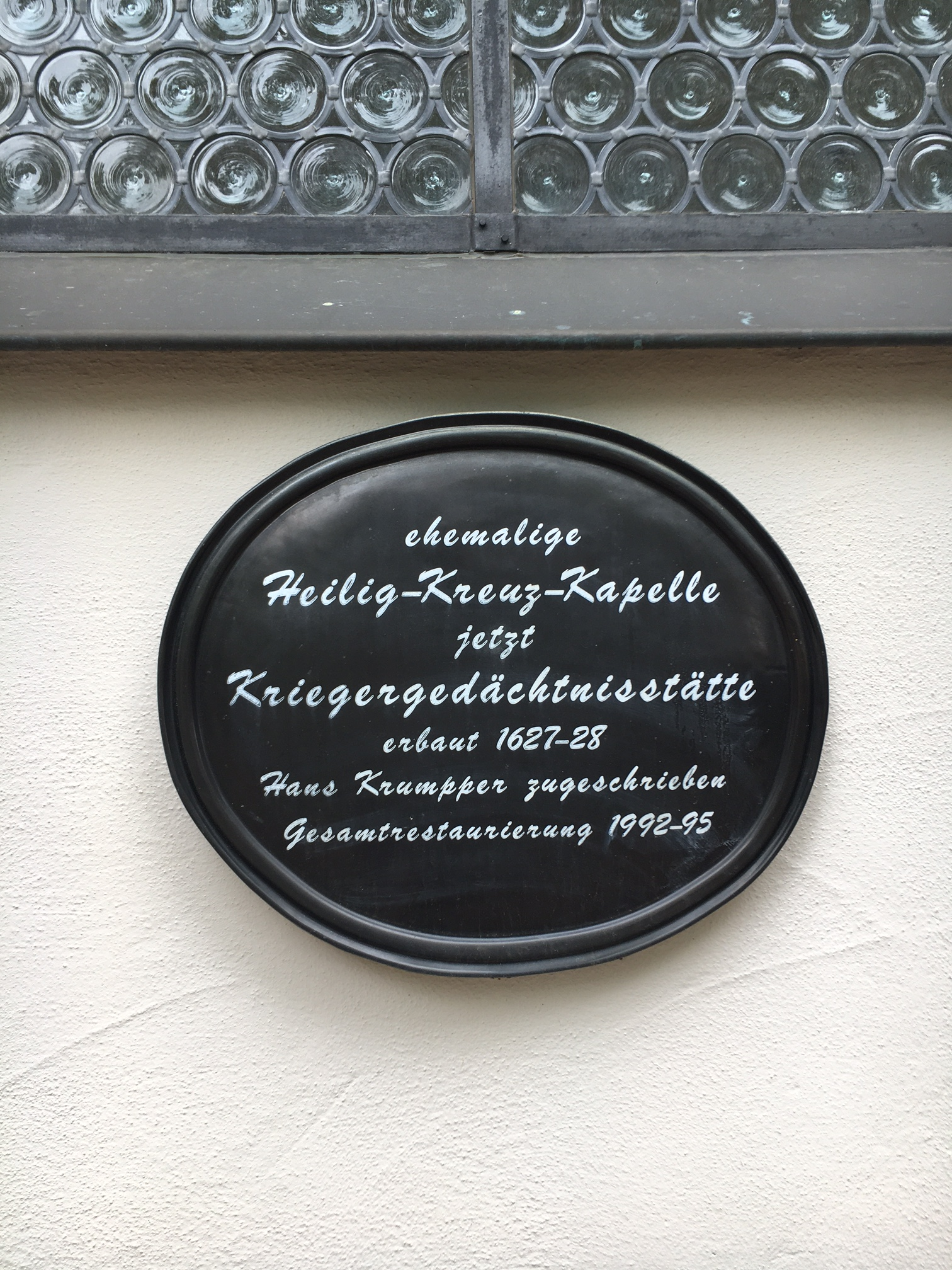
Tafel an der Friedhofskapelle
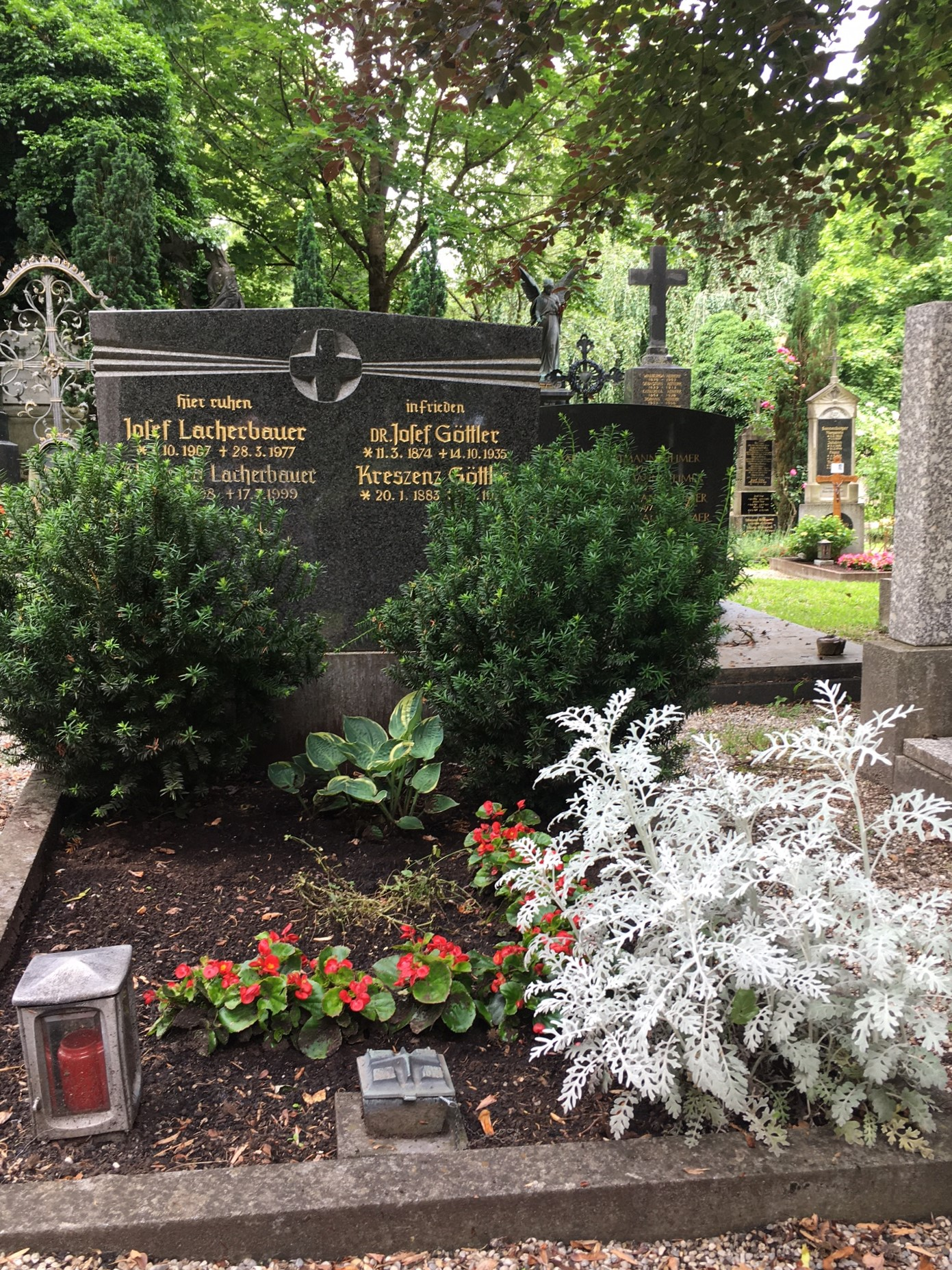
Grab Joseph Göttler
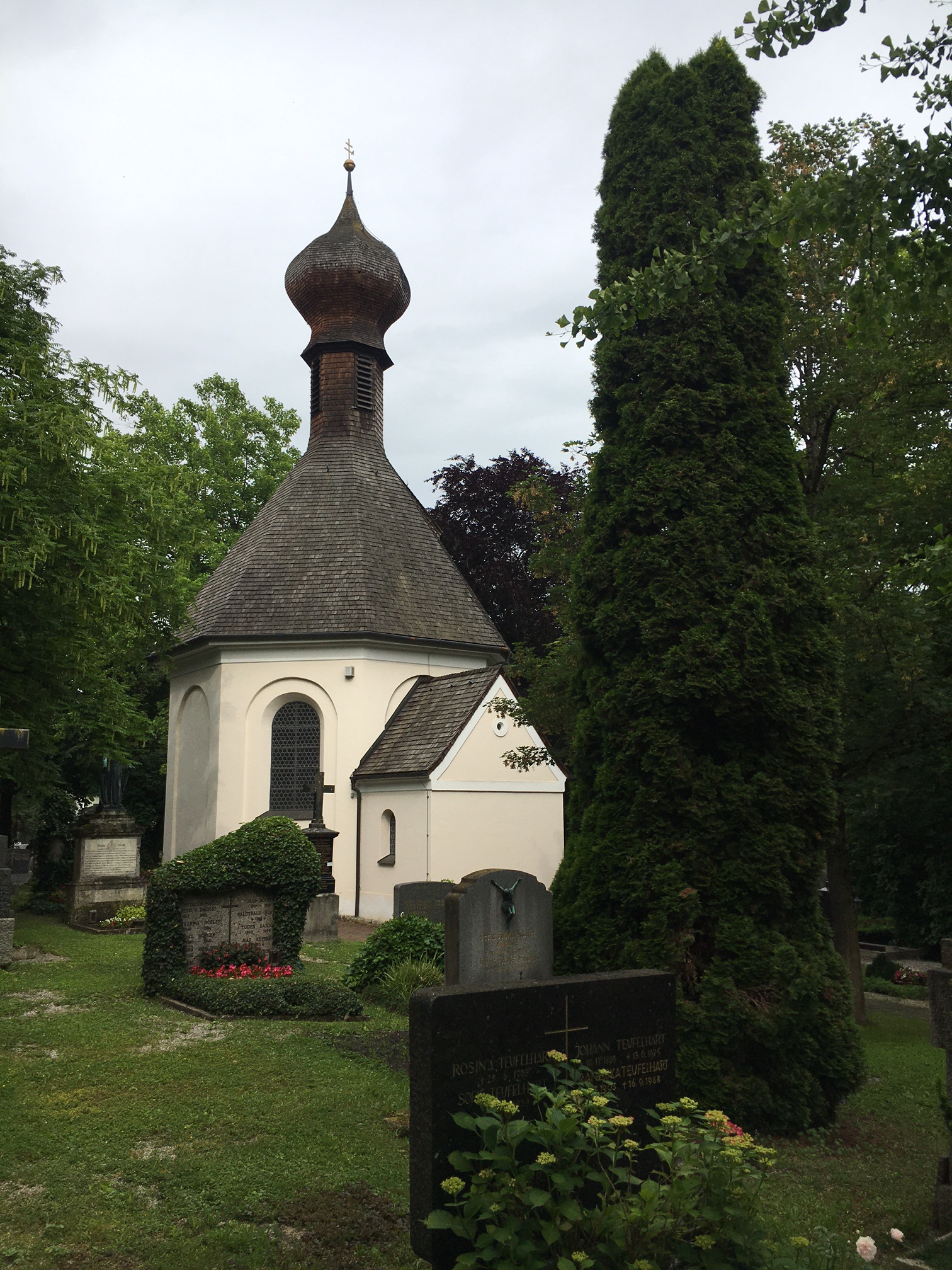
Friedhofskapelle
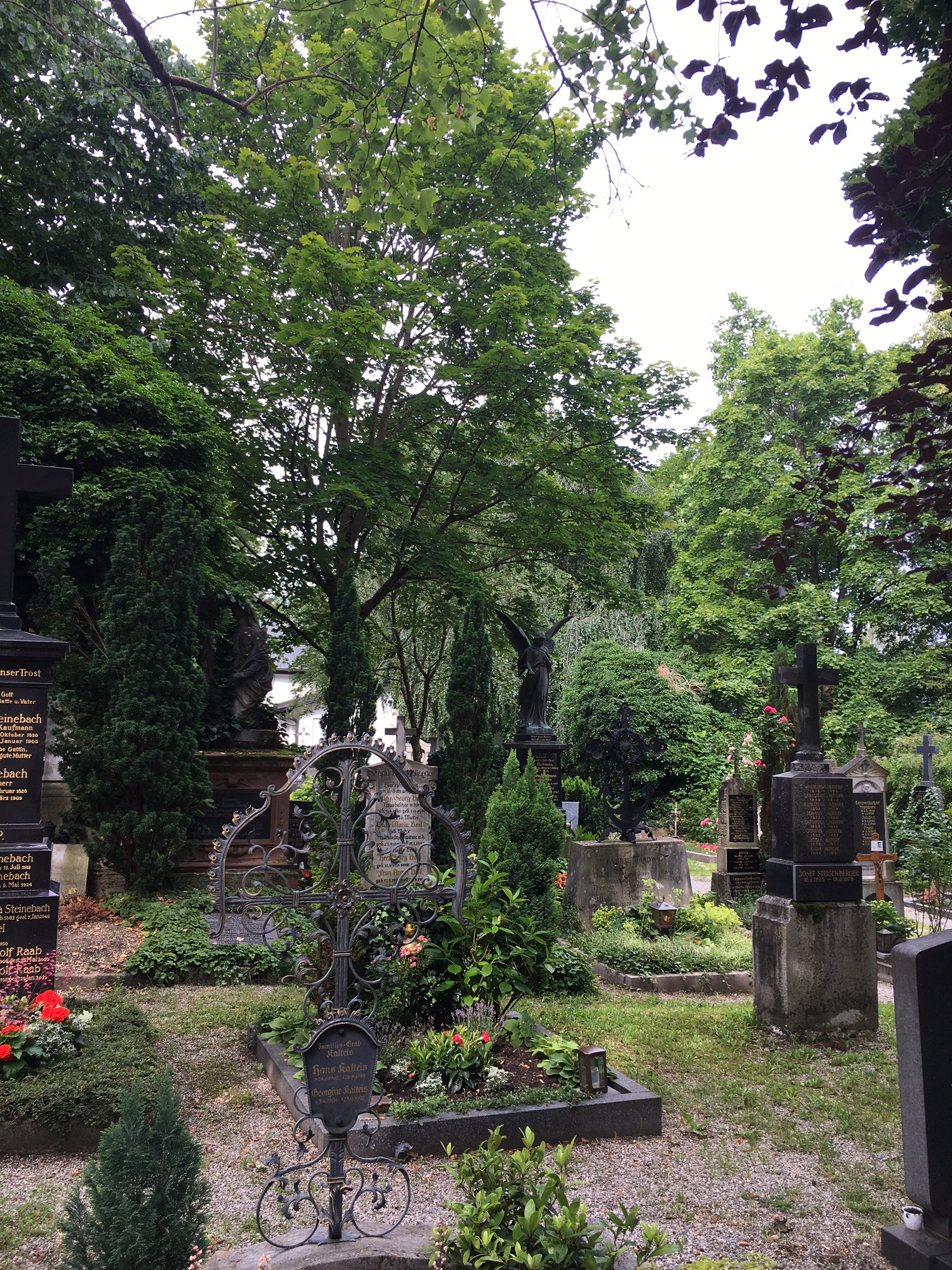
Blick über den Friedhof
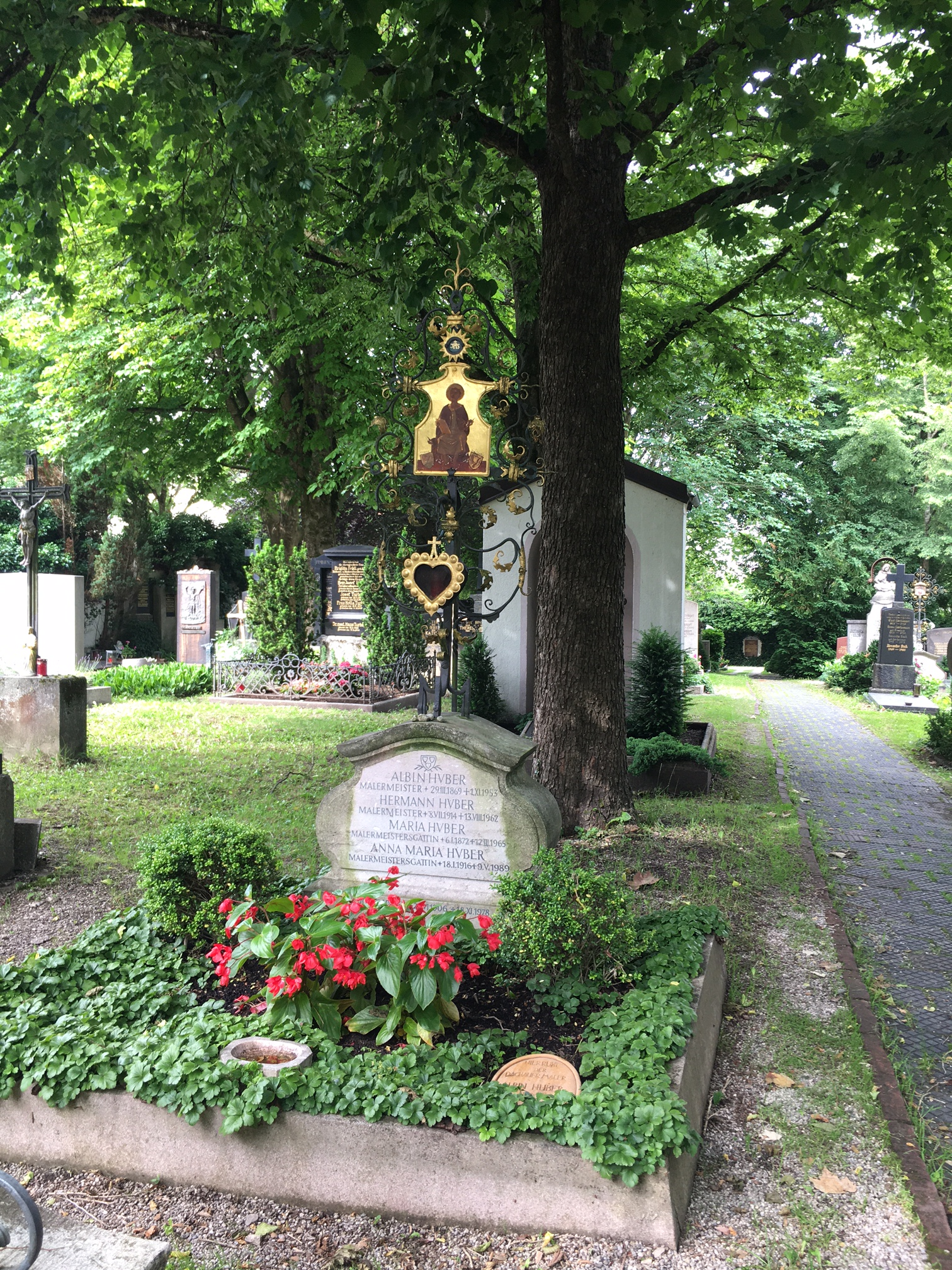
Grabstätte Albin Huber
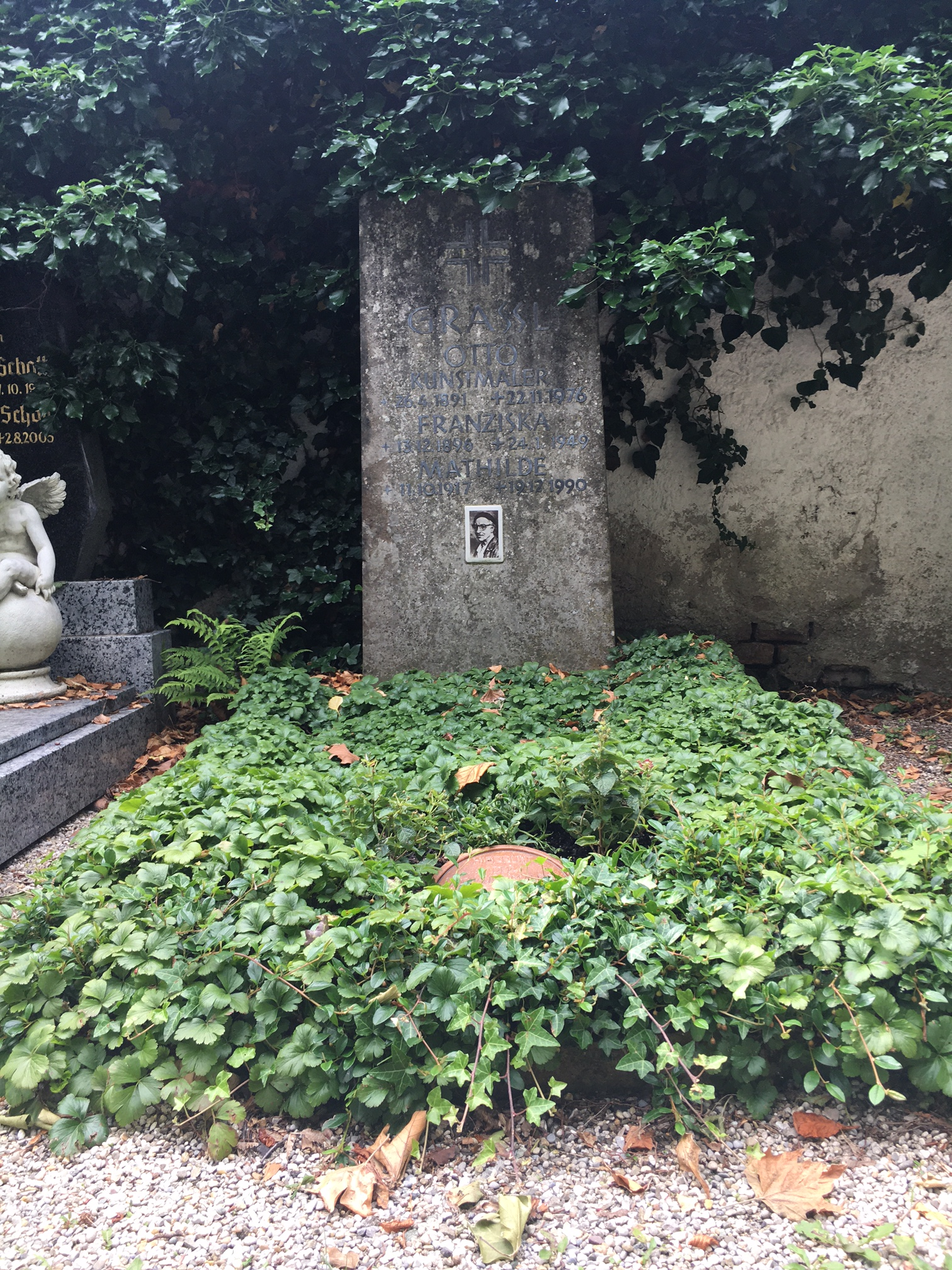
Grabstätte Otto Grassl
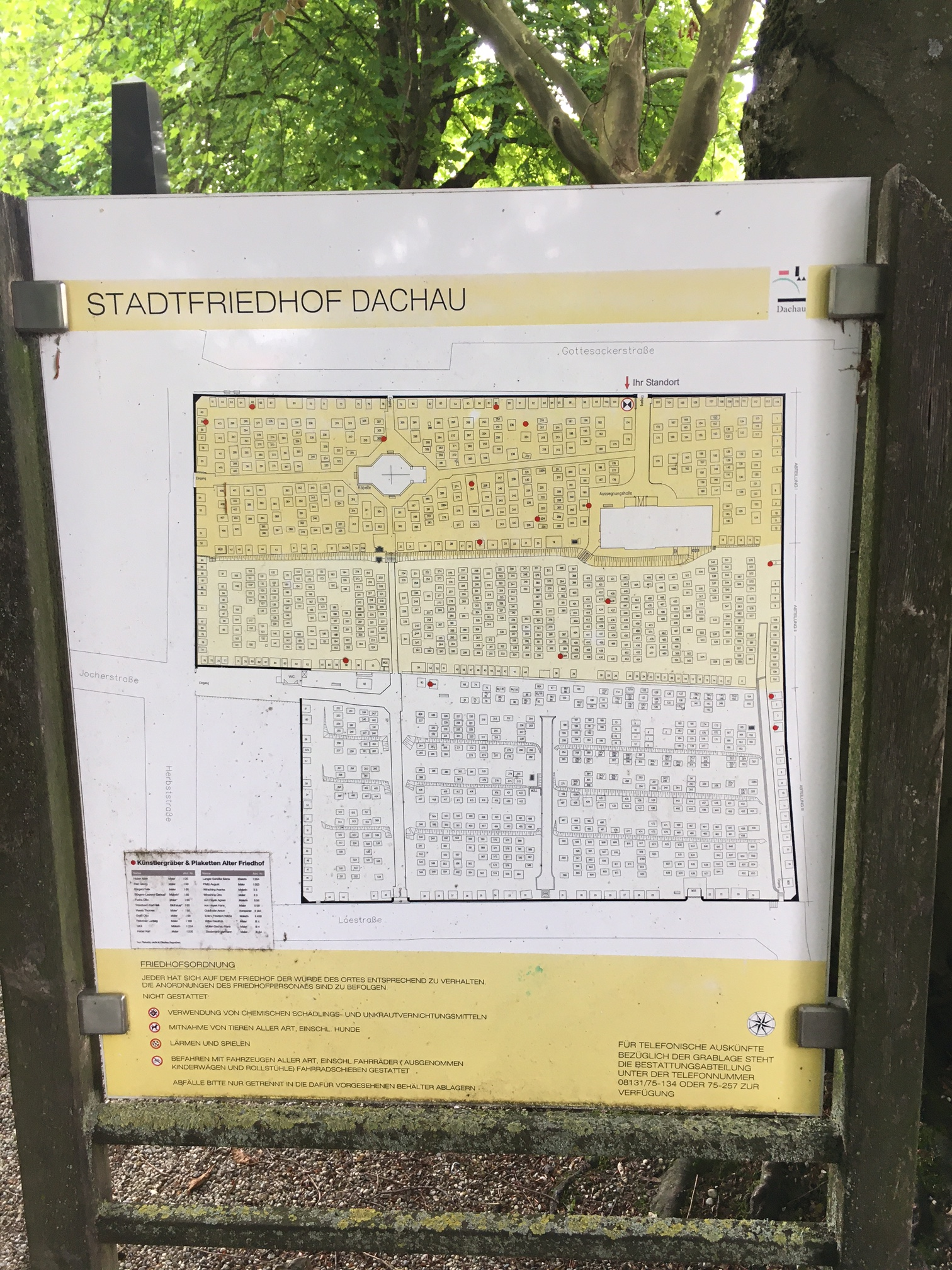
Friedhofsplan
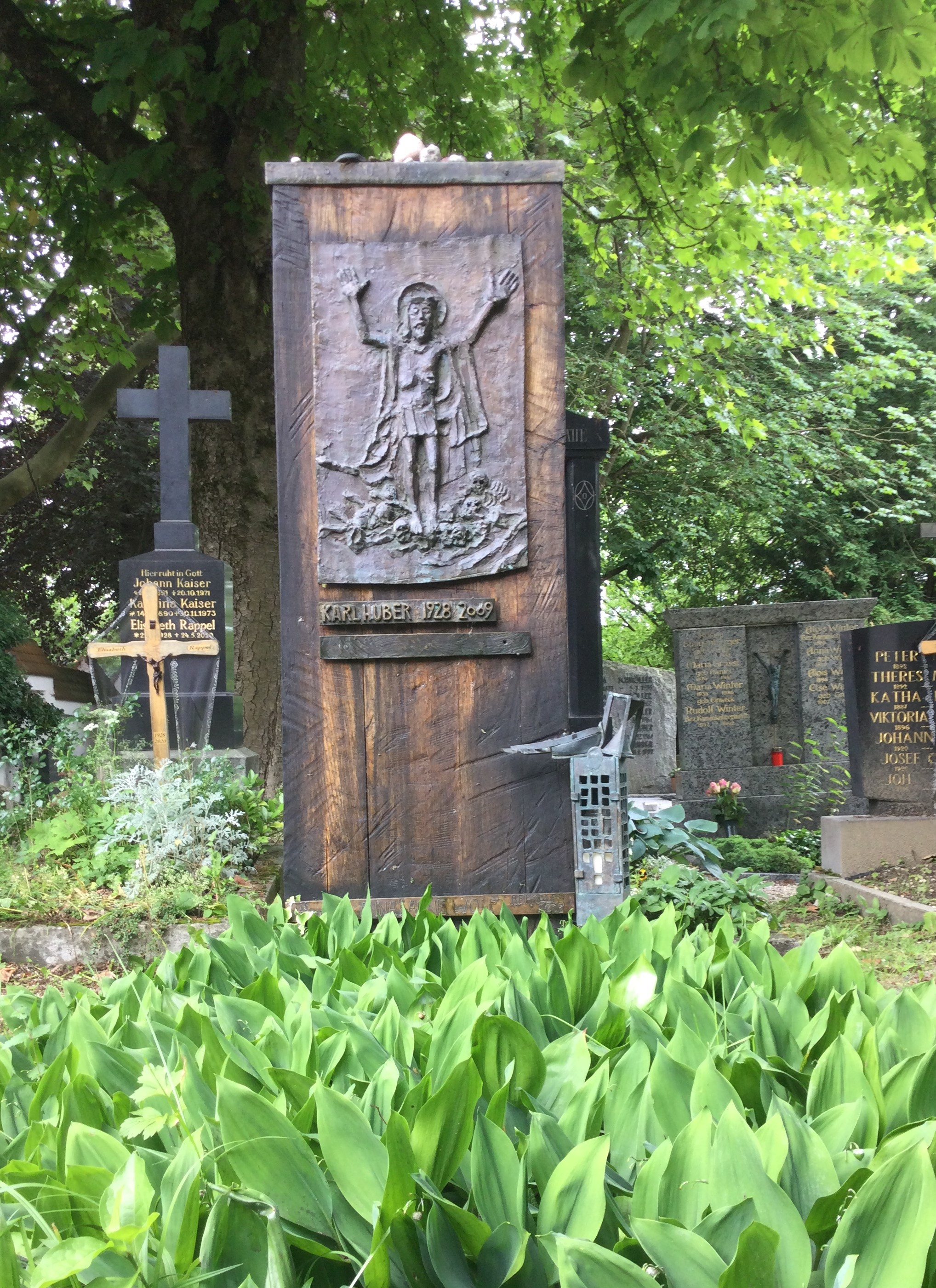
Grabstätte von Karl Huber
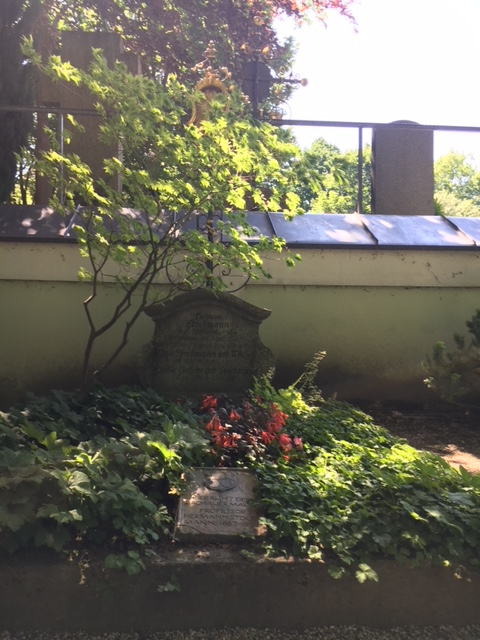
Grabstätte von Hermann Stockmann
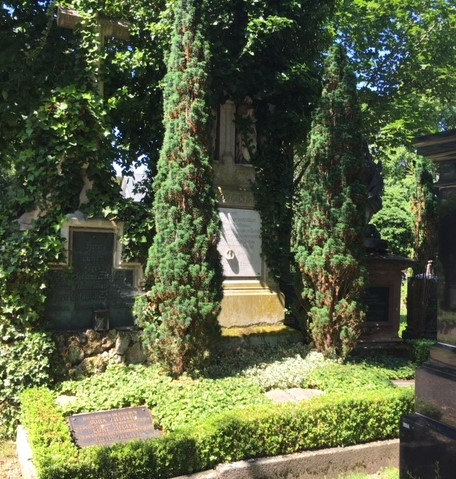
Grabstätte von Maria Langer-Schöller
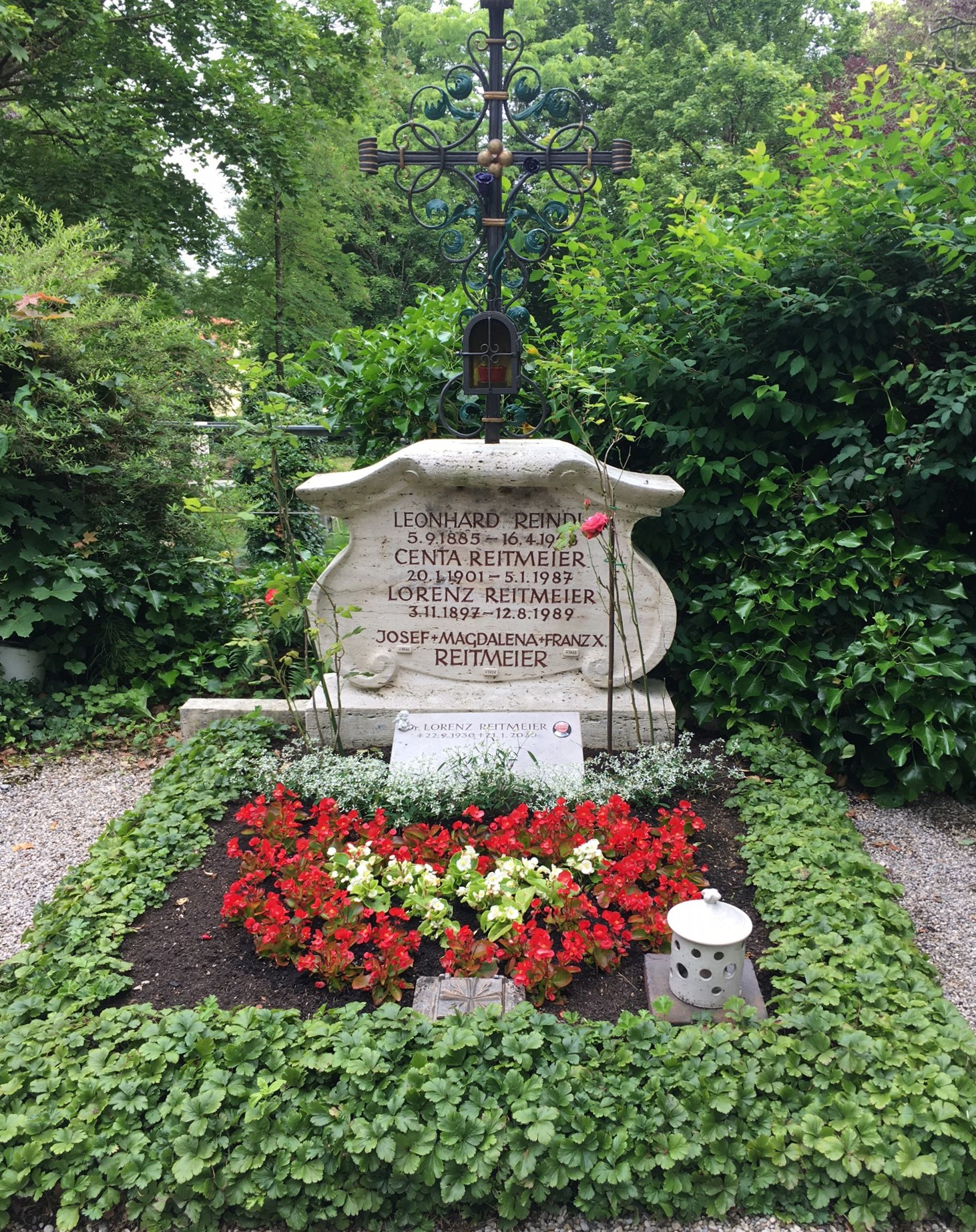
Grabstätte Lorenz Reitmeier